# نبرد کیزوگاوا
نبرد کیزوگاوا (به ژاپنی: 木津川の戦い) یکی از نبردهای وابسته به محاصره اوساکا بود، که در آن شوگونسالاری توکوگاوا با از بین بردن خاندان تویوتومی، آخرین مخالفان عمده برای کنترل خود بر ژاپن را از میان برداشت.